# Bolitoglossa hiemalis
Bolitoglossa hiemalis es una especie de salamandra en la familia Plethodontidae.
Es endémica del departamento del Valle del Cauca (Colombia).
Su hábitat natural son las praderas tropicales o subtropicales a gran altitud.